# The Colditz Story
The Colditz Story je britanski vojnoujetniški-zgodovinski-vojni film iz leta 1955, ki je bil posnet po romanu P.R. Reida, častnika Britanske kopenske vojske, ki je bil med drugo svetovno vojno zaprt v Colditzu.
Colditz, grad, je bil uporabljen kot vojnoujetniško taborišče za težavne vojne ujetnike, ki so zbežali iz drugih taborišč, a so jih ponovno zajeli.